# シュウ刊ゆず 〜FUTATABI〜
「シュウ刊ゆず ~FUTATABI~」（しゅうかんゆず・ふたたび）は、ゆずの配信限定シングルシリーズ。2010年7月21日から2010年8月18日にセーニャ・アンド・カンパニーから配信された。

## 概要
2007年の「シュウ刊ゆず 〜ふたりで録っちゃいました〜」の後継シリーズ。
約11年ぶりの弾き語りツアー『YUZU LIVE CIRCUIT 2010 SUMMER「FUTATABI」』を開催するゆずが「アリーナ・ツアーとは違うありのままのゆずの唄を届けたい」という気持ちから各会場からライブ音源を1曲ずつオリジナルジャケットともに期間限定配信した。今回はゆずMobileだけでなくレコチョクでも配信された（ゆずMobileは毎週水曜、レコチョクは毎週金曜の配信）。

## 配信曲

### 第1弾
7月21日配信
1. 行こっか

8thアルバム『WONDERFUL WORLD』収録。
7月15日京都会館公演の音源。
1. 地下街

インディーズアルバム『ゆずの素』収録。
7月17日島根県民会館公演の音源。

### 第2弾
7月28日配信
1. 3カウント

11thシングル。
7月19日とりぎん文化会館公演の音源。
1. いこう

ミニアルバム『ゆずマン』収録。
7月21日富山オーバードホール公演の音源。
1. シシカバブー

26thシングル。
7月24日能代市文化会館公演の音源。

### 第3弾
8月4日配信
1. センチメンタル

6thシングル。
7月29日パシフィコ横浜公演の音源。
1. 岡村ムラムラブギウギ2010

インディーズアルバム『ゆずの素』収録。
7月30日パシフィコ横浜公演の音源。
1. いつか

4thシングル。
8月1日身曾岐神社公演の音源。

### 第4弾
8月11日配信
1. 種

3rdシングル「からっぽ」カップリング。
8月5日東京国際フォーラム公演の音源。

### 第5弾
8月18日配信
1. 飛べない鳥

10thシングル。
8月11日佐賀市文化会館公演の音源。
1. 雨と泪

1stアルバム『ゆず一家』収録。
8月13日宮崎市民文化ホール公演の音源。
この年、口蹄疫で甚大な被害を受けた宮崎へのエールの意味を込めて歌われた。
1. 逢いたい

27thシングル。
8月16日東京国際フォーラム公演の音源。